# Автобиография (Григор Пърличев)
Автобиографията на Григор Пърличев е разказ за неговия живот, писан в периода 16 април 1884 – 1 май 1885 г., когато Пърличев е учител в Солунската българска мъжка гимназия. Издадена е за първи път през 1894 г., около година след смъртта на Пърличев, в Сборник за народни умотворения, наука и книжнина. Българският писател и литературен критик Симеон Радев я определя като „една от най-вълнуващите книги в българската литература.“
Наред с „Житие и страдания грешнаго Софрония“ на Софроний Врачански, автобиографията е едно от най-ранните автобиографични съчинения, писани на български език. Димитър Матов пише че „по своя правдив и откровен език, по чувството на естетична мярка и по своята занимателност, Пърличевата автобиография е първа от рода си в нашата книжнина.“
Според Симеон Радев автобиографията на Пърличев му отрежда едно от първите места сред българските книжовници заради своята „лъчезарна краткост“, драматизъм, живи описания на борбите на българската общност в Охрид, и заради дълбоката си философия.
Въпреки че Пърличев е работил по автобиографията си повече от година, биографията е кратка – цялата обхваща общо около шестдесет страници. В някои случаи цели периоди от живота на автора са предадени в автобиографията само с няколко изречения.
Димитър Матов и Кузман Шапкарев, съвременници на Пърличев, отбелязват, че четейки автобиографията, човек може да остане с впечатление, че Пърличев е бил първият инициатор на борбата за въвеждане на българския вместо гръцкия в училищата и черквите в Охрид и единствен неин водач, тъй като приносът на някои от останалите дейци не е споменат. Матов обяснява това с Пърличевото честолюбие, което е било накърнено от непризнаването на първенството му от страна на някои от другите участници в българското движение.
В Царство България автобиографията е била любимо учебно пособие на учителите по български език.